# Modulidae
Modulidae zijn een familie van weekdieren uit de klasse van de Gastropoda (slakken).

## Taxonomie
De volgende geslachten zijn bij de familie ingedeeld:
- Conomodulus Landau, Vermeij & Reich, 2014
- † Incisilabium Cossmann, 1918
- Indomodulus Landau, Vermeij & Reich, 2014
- † Laevimodulus Landau, Vermeij & Reich, 2014
- Modulus Gray, 1842
  - = Aplodon Rafinesque, 1819
- † Psammodulus Collins, 1934
- Trochomodulus Landau, Vermeij & Reich, 2014